# Kanovaren op de Olympische Zomerspelen 2012
Kanovaren is een van de sporten die beoefend werden tijdens de Olympische Zomerspelen 2012 in Londen.
De wildwater slalomwedstrijden vonden van 29 juli tot en met 2 augustus plaats in het Lee Valley White Water Centre. De vlakwater sprintwedstrijden werden van 6 tot en met 11 augustus gehouden op Dorney Lake, de kano- en roeibaan van het Eton College.
Kanovaren was een van de sporten waarbij mutaties optraden ten opzichte van de Spelen van 2008. De vier onderdelen over 500 meter bij de mannen (de C1, C2, K1 en K2) werden van het programma gehaald. Hiervoor kwamen vier onderdelen over 200 meter, C1, K1 en K2 bij de mannen en de K1 bij de vrouwen, in de plaats.

## Kwalificatie

### Slalom
Er namen 82 kanovaarders deel, 21 vrouwen en 61 mannen van wie er in totaal vijf afkomstig waren uit het gastland (één vrouw en vier mannen). Elk land mocht maximaal een boot per onderdeel inschrijven. In de C1 namen zestien boten deel en in de C2 twaalf boten. In de K1 namen bij zowel de mannen als bij de vrouwen 21 boten deel.
Op de wereldkampioenschappen kanoslalom 2011 in Bratislava werd de meerderheid van de quotaplaatsen vergeven, ongeveer twee derde van het totaal. De resterende plaatsen werden vergeven via continentale kwalificatiewedstrijden.
Overzicht
| Onderdeel  | WK 2011 | Europa | Amerika             | Azië                | Afrika              | Oceanië             | Totaal (continentaal) | Totaal  |
| ---------- | ------- | ------ | ------------------- | ------------------- | ------------------- | ------------------- | --------------------- | ------- |
| C1 mannen  | 10 (10) | 2 (2)  | 1 (1)               | 1 (1)               | 1 (1)               | 1 (1)               | 6 (6)                 | 16 (16) |
| C2 mannen  | 16 (8)  | 2 (1)  | 6 (3) quotaplaatsen | 6 (3) quotaplaatsen | 6 (3) quotaplaatsen | 6 (3) quotaplaatsen | 8 (4)                 | 24 (12) |
| K1 mannen  | 15 (15) | 2 (2)  | 1 (1)               | 1 (1)               | 1 (1)               | 1 (1)               | 6 (6)                 | 21 (21) |
| K1 vrouwen | 15 (15) | 2 (2)  | 1 (1)               | 1 (1)               | 1 (1)               | 1 (1)               | 6 (6)                 | 21 (21) |
| Totaal     | 56 (48) | 8 (7)  |                     |                     |                     |                     | 26 (22)               | 82 (70) |

N.B. Getallen tussen haakjes geven het aantal boten weer.
De laatste te vergeven plaats op het WK ging naar het gastland, tenzij ze zich op eigen kracht een quotaplaats hadden weten te veroveren.

### Sprint
Er namen 248 kanovaarders deel, 87 vrouwen en 156 mannen waarvan er vijf plaatsen beschikbaar waren voor het gastland of de olympische tripartitecommissie. Elk land mocht maximaal een boot per onderdeel inschrijven, indien men een quotaplaats had weten te bemachtigen.
Op de wereldkampioenschappen kanosprint 2011 in Szeged werden 176 quotaplaatsen vergeven, in het voorjaar van 2012 werden nog eens 70 quotaplaatsen vergeven via continentale kwalificatiewedstrijden. De resterende plaatsen werden na afloop vergeven aan het gastland of aan landen die geen quotaplaats hadden weten te bemachtigen.
Overzicht mannen
| Onderdeel | WK 2011  | Europa              | Amerika             | Azië                | Afrika              | Oceanië             | Totaal (continentaal) | Totaal   |
| --------- | -------- | ------------------- | ------------------- | ------------------- | ------------------- | ------------------- | --------------------- | -------- |
| C1 200m   | 7 (7)    | 2 (2)               | 1 (1)               | 1 (1)               | 1 (1)               | 1 (1)               | 6 (6)                 | 13 (13)  |
| C1 1000m  | 7 (7)    | 2 (2)               | 1 (1)               | 1 (1)               | 1 (1)               | 1 (1)               | 6 (6)                 | 13 (13)  |
| C2 1000m  | 14 (7)   | 2 (1)               | 2 (1)               | 2 (1)               | 2 (1)               | 2 (1)               | 10 (5)                | 24 (12)  |
| K1 200m   | 8 (8)    | 2 (2)               | 1 (1)               | 1 (1)               | 1 (1)               | 1 (1)               | 6 (6)                 | 14 (14)  |
| K1 1000m  | 8 (8)    | 2 (2)               | 1 (1)               | 1 (1)               | 1 (1)               | 1 (1)               | 6 (6)                 | 14 (14)  |
| K2 200m   | 12 (6)   | 2 (1)               | 6 (3) quotaplaatsen | 6 (3) quotaplaatsen | 6 (3) quotaplaatsen | 6 (3) quotaplaatsen | 8 (4)                 | 20 (10)  |
| K2 1000m  | 12 (6)   | 2 (1)               | 6 (3) quotaplaatsen | 6 (3) quotaplaatsen | 6 (3) quotaplaatsen | 6 (3) quotaplaatsen | 8 (4)                 | 20 (10)  |
| K4 1000m  | 40 (10)  | Niet van toepassing | Niet van toepassing | Niet van toepassing | Niet van toepassing | Niet van toepassing | Niet van toepassing   | 40 (10)  |
| Totaal    | 108 (59) | 14 (11)             |                     |                     |                     |                     | 50 (37)               | 158 (96) |

N.B. Getallen tussen haakjes geven het aantal boten weer.
In de K1 en de C1 1000 meter ging de laatste te vergeven plaats op het WK naar het gastland, tenzij op eigen kracht een quotaplaats was veroverd.
Overzicht vrouwen
| Onderdeel | WK 2011 | Europa              | Amerika             | Azië                | Afrika              | Oceanië             | Totaal (continentaal) | Totaal  |
| --------- | ------- | ------------------- | ------------------- | ------------------- | ------------------- | ------------------- | --------------------- | ------- |
| K1 200m   | 8 (8)   | 2 (2)               | 1 (1)               | 1 (1)               | 1 (1)               | 1 (1)               | 6 (6)                 | 14 (14) |
| K1 500m   | 8 (8)   | 2 (2)               | 1 (1)               | 1 (1)               | 1 (1)               | 1 (1)               | 6 (6)                 | 14 (14) |
| K2 500m   | 12 (6)  | 2 (1)               | 6 (3) quotaplaatsen | 6 (3) quotaplaatsen | 6 (3) quotaplaatsen | 6 (3) quotaplaatsen | 8 (4)                 | 20 (10) |
| K4 500m   | 40 (10) | Niet van toepassing | Niet van toepassing | Niet van toepassing | Niet van toepassing | Niet van toepassing | Niet van toepassing   | 40 (10) |
| Totaal    | 68 (32) | 6 (5)               |                     |                     |                     |                     | 20 (16)               | 88 (48) |

N.B. Getallen tussen haakjes geven het aantal boten weer.
In de K1 500 meter ging de laatste te vergeven plaats op het WK naar het gastland, tenzij op eigen kracht een quotaplaats was veroverd.

## Programma
De slalomwedstrijden beginnen elke dag om 14:30 (MEZT), de sprintwedstrijden beginnen dagelijks om 10:30 (MEZT).
| S | Series | HF | Halve finale | Goud | Finale |

| Onderdeel        | Juli/Augustus    | Juli/Augustus    | Juli/Augustus    | Juli/Augustus    | Juli/Augustus    | Juli/Augustus    | Juli/Augustus    | Juli/Augustus    | Juli/Augustus    | Juli/Augustus    | Juli/Augustus    | Juli/Augustus    | Juli/Augustus    | Juli/Augustus    | Juli/Augustus    | Juli/Augustus    | Juli/Augustus    | Juli/Augustus    | Juli/Augustus    | Juli/Augustus    |
| Onderdeel        | 29               | 30               | 31               | 31               | 1                | 1                | 2                | 2                | 3                | 4                | 5                | 6                | 6                | 7                | 7                | 8                | 9                | 10               | 10               | 11               |
| Wildwater slalom | Wildwater slalom | Wildwater slalom | Wildwater slalom | Wildwater slalom | Wildwater slalom | Wildwater slalom | Wildwater slalom | Wildwater slalom | Wildwater slalom | Wildwater slalom | Wildwater slalom | Wildwater slalom | Wildwater slalom | Wildwater slalom | Wildwater slalom | Wildwater slalom | Wildwater slalom | Wildwater slalom | Wildwater slalom | Wildwater slalom |
| ---------------- | ---------------- | ---------------- | ---------------- | ---------------- | ---------------- | ---------------- | ---------------- | ---------------- | ---------------- | ---------------- | ---------------- | ---------------- | ---------------- | ---------------- | ---------------- | ---------------- | ---------------- | ---------------- | ---------------- | ---------------- |
| C1 (m)           | S                |                  | HF               | Goud             |                  |                  |                  |                  |                  |                  |                  |                  |                  |                  |                  |                  |                  |                  |                  |                  |
| C2 (m)           |                  | S                |                  |                  |                  |                  | HF               | Goud             |                  |                  |                  |                  |                  |                  |                  |                  |                  |                  |                  |                  |
| K1 (m)           | S                |                  |                  |                  | HF               | Goud             |                  |                  |                  |                  |                  |                  |                  |                  |                  |                  |                  |                  |                  |                  |
|                  |                  |                  |                  |                  |                  |                  |                  |                  |                  |                  |                  |                  |                  |                  |                  |                  |                  |                  |                  |                  |
| K1 (v)           |                  | S                |                  |                  |                  |                  | HF               | Goud             |                  |                  |                  |                  |                  |                  |                  |                  |                  |                  |                  |                  |
| Vlakwater sprint |                  |                  |                  |                  |                  |                  |                  |                  |                  |                  |                  |                  |                  |                  |                  |                  |                  |                  |                  |                  |
| C1 200m (m)      |                  |                  |                  |                  |                  |                  |                  |                  |                  |                  |                  |                  |                  |                  |                  |                  |                  | S                | HF               | Goud             |
| C1 1000m (m)     |                  |                  |                  |                  |                  |                  |                  |                  |                  |                  |                  | S                | HF               |                  |                  | Goud             |                  |                  |                  |                  |
| C2 1000m (m)     |                  |                  |                  |                  |                  |                  |                  |                  |                  |                  |                  |                  |                  | S                | HF               |                  | Goud             |                  |                  |                  |
| K1 200m (m)      |                  |                  |                  |                  |                  |                  |                  |                  |                  |                  |                  |                  |                  |                  |                  |                  |                  | S                | HF               | Goud             |
| K1 1000m (m)     |                  |                  |                  |                  |                  |                  |                  |                  |                  |                  |                  | S                | HF               |                  |                  | Goud             |                  |                  |                  |                  |
| K2 200m (m)      |                  |                  |                  |                  |                  |                  |                  |                  |                  |                  |                  |                  |                  |                  |                  |                  |                  | S                | HF               | Goud             |
| K2 1000m (m)     |                  |                  |                  |                  |                  |                  |                  |                  |                  |                  |                  | S                | HF               |                  |                  | Goud             |                  |                  |                  |                  |
| K4 1000m (m)     |                  |                  |                  |                  |                  |                  |                  |                  |                  |                  |                  |                  |                  | S                | HF               |                  | Goud             |                  |                  |                  |
|                  |                  |                  |                  |                  |                  |                  |                  |                  |                  |                  |                  |                  |                  |                  |                  |                  |                  |                  |                  |                  |
| K1 200m (v)      |                  |                  |                  |                  |                  |                  |                  |                  |                  |                  |                  |                  |                  |                  |                  |                  |                  | S                | HF               | Goud             |
| K1 500m (v)      |                  |                  |                  |                  |                  |                  |                  |                  |                  |                  |                  |                  |                  | S                | HF               |                  | Goud             |                  |                  |                  |
| K2 500m (v)      |                  |                  |                  |                  |                  |                  |                  |                  |                  |                  |                  |                  |                  | S                | HF               |                  | Goud             |                  |                  |                  |
| K4 500m (v)      |                  |                  |                  |                  |                  |                  |                  |                  |                  |                  |                  | S                | HF               |                  |                  | Goud             |                  |                  |                  |                  |
| Totaal           |                  |                  | 1                | 1                | 1                | 1                | 2                | 2                |                  |                  |                  |                  |                  |                  |                  | 4                | 4                |                  |                  | 4                |

## Medailles

### Mannen
| Onderdeel | Goud   | Goud                                             | Zilver | Zilver                                                 | Brons  | Brons                                             |
| Slalom    | Slalom | Slalom                                           | Slalom | Slalom                                                 | Slalom | Slalom                                            |
| --------- | ------ | ------------------------------------------------ | ------ | ------------------------------------------------------ | ------ | ------------------------------------------------- |
| C1        | FRA    | Tony Estanguet                                   | GER    | Sideris Tasiadis                                       | SVK    | Michal Martikan                                   |
| C2        | GBR    | Timothy Baillie Etienne Stott                    | GBR    | David Florence Richard Hounslow                        | SVK    | Pavol Hochschorner Peter Hochschorner             |
| K1        | ITA    | Daniele Molmenti                                 | CZE    | Vavřinec Hradílek                                      | GER    | Hannes Aigner                                     |
| Sprint    |        |                                                  |        |                                                        |        |                                                   |
| C1 200 m  | UKR    | Joerij Tsjeban                                   | LTU    | Jevgenij Sjoeklin                                      | RUS    | Ivan Sjtyl                                        |
| C1 1000 m | GER    | Sebastian Brendel                                | ESP    | David Cal                                              | CAN    | Mark Oldershaw                                    |
| C2 1000 m | GER    | Peter Kretschmer Kurt Kuschela                   | BLR    | Aliaksandr Bahdanovitsj Andrei Bahdanovitsj            | RUS    | Alexej Korovasjkov Ilja Pervoechin                |
| K1 200 m  | GBR    | Ed McKeever                                      | ESP    | Saúl Craviotto                                         | CAN    | Mark de Jonge                                     |
| K1 1000 m | NOR    | Eirik Verås Larsen                               | CAN    | Adam van Koeverden                                     | GER    | Max Hoff                                          |
| K2 200 m  | RUS    | Alexander Djatsjenko Joeri Postrigaj             | BLR    | Vadzim Machnew Raman Pjatroesjenka                     | GBR    | Liam Heath Jon Schofield                          |
| K2 1000 m | HUN    | Rudolf Dombi Roland Kökény                       | POR    | Fernando Pimenta Emanuel Silva                         | GER    | Martin Hollstein Andreas Ihle                     |
| K4 1000 m | AUS    | Jacob Clear Dave Smith Tate Smith Murray Stewart | HUN    | Zoltán Kammerer Tamás Kulifai Dániel Pauman Dávid Tóth | CZE    | Josef Dostál Daniel Havel Jan Šterba Lukáš Trefil |

### Vrouwen
| Onderdeel | Goud   | Goud                                                          | Zilver | Zilver                                                               | Brons  | Brons                                                         |
| Slalom    | Slalom | Slalom                                                        | Slalom | Slalom                                                               | Slalom | Slalom                                                        |
| --------- | ------ | ------------------------------------------------------------- | ------ | -------------------------------------------------------------------- | ------ | ------------------------------------------------------------- |
| K1        | FRA    | Émilie Fer                                                    | AUS    | Jessica Fox                                                          | ESP    | Maialen Chourraut                                             |
| Sprint    |        |                                                               |        |                                                                      |        |                                                               |
| K1 200 m  | NZL    | Lisa Carrington                                               | UKR    | Inna Osypenko-Radomska                                               | HUN    | Natasa Dusev-Janics                                           |
| K1 500 m  | HUN    | Danuta Kozák                                                  | UKR    | Inna Osypenko-Radomska                                               | RSA    | Bridgette Hartley                                             |
| K2 500 m  | GER    | Tina Dietze Franziska Weber                                   | HUN    | Natasa Dusev-Janics Katalin Kovács                                   | POL    | Beata Mikołajczyk Karolina Naja                               |
| K4 500 m  | HUN    | Krisztina Fazekas Katalin Kovács Danuta Kozák Gabriella Szabó | GER    | Tina Dietze Carolin Leonhardt Katrin Wagner-Augustin Franziska Weber | BLR    | Volha Khudzenka Iryna Pamialova Nadzeya Papok Maryna Pautaran |

### Medaillespiegel
| Plaats | Land             | NOC    | Goud | Zilver | Brons | Totaal |
| ------ | ---------------- | ------ | ---- | ------ | ----- | ------ |
| 1      | Duitsland        | GER    | 3    | 2      | 3     | 8      |
| 2      | Hongarije        | HUN    | 3    | 2      | 1     | 6      |
| 3      | Groot-Brittannië | GBR    | 2    | 1      | 1     | 4      |
| 4      | Frankrijk        | FRA    | 2    | 0      | 0     | 2      |
| 5      | Oekraïne         | UKR    | 1    | 2      | 0     | 3      |
| 6      | Australië        | AUS    | 1    | 1      | 0     | 2      |
| 7      | Rusland          | RUS    | 1    | 0      | 2     | 3      |
| 8      | Italië           | ITA    | 1    | 0      | 0     | 1      |
| 8      | Nieuw-Zeeland    | NZL    | 1    | 0      | 0     | 1      |
| 8      | Noorwegen        | NOR    | 1    | 0      | 0     | 1      |
| 11     | Spanje           | ESP    | 0    | 2      | 1     | 3      |
| 11     | Wit-Rusland      | BLR    | 0    | 2      | 1     | 3      |
| 13     | Canada           | CAN    | 0    | 1      | 2     | 3      |
| 14     | Tsjechië         | CZE    | 0    | 1      | 1     | 2      |
| 15     | Litouwen         | LTU    | 0    | 1      | 0     | 1      |
| 15     | Portugal         | POR    | 0    | 1      | 0     | 1      |
| 17     | Slowakije        | SVK    | 0    | 0      | 2     | 2      |
| 18     | Polen            | POL    | 0    | 0      | 1     | 1      |
| 18     | Zuid-Afrika      | RSA    | 0    | 0      | 1     | 1      |
| Totaal | Totaal           | Totaal | 16   | 16     | 16    | 48     |